# Бребень (комуна)
Бребень, Бребені (рум. Brebeni) — комуна у повіті Олт в Румунії. До складу комуни входять такі села (дані про населення за 2002 рік):
- Бребень (1602 особи)
- Теюшу (1308 осіб)

Комуна розташована на відстані 131 км на захід від Бухареста, 9 км на південний схід від Слатіни, 50 км на схід від Крайови.

## Населення
За даними перепису населення 2002 року у комуні проживали 2910 осіб. За віросповіданням усі жителі комуни — православні.
Національний склад населення комуни:
| Національність | Кількість осіб | Відсоток |
| -------------- | -------------- | -------- |
| румуни         | 2906           | 99,9%    |
| цигани         | 3              | 0,1%     |
| болгари        | 1              | < 0,1%   |

Рідною мовою назвали:
| Мова       | Кількість осіб | Відсоток |
| ---------- | -------------- | -------- |
| румунська  | 2909           | > 99,9%  |
| болгарська | 1              | < 0,1%   |